# Gaetano Corsani
Gaetano Corsani (* 5. März 1893 in Prato; † 5. Mai 1962) war Ordinarius der industriellen und Warenhandelsbetriebslehre der Universität Florenz.

## Werke
- Amministrazione e contabilità in Prato ai primi dell'ottocento, Prato 1920
- Vie della gestione nelle impresse manufatturiere della lana, Firenze 1931
- La gestione delle imprese mercantili e industriali, Padova 1939
- La funzione dell'attività produttive e mercantile, Firenze 1944